# 21190 Martamaffei
21190 Martamaffei este o planetă minoră (asteroid), cu un diametru de 2,595 km, din centura de asteroizi. A fost descoperită pe 10 mai 1994 la osservatorio astronomico Santa Lucia Stroncone⁠(d) de Antonio Vagnozzi⁠(d). 
Obiectul prezintă o orbită caracterizată de o semiaxă mare de 2,5373581 UAi, o excentricitate de 0,05, o înclinație de 2,32884 ° în raport cu ecliptica.